# 陈利根
陈利根（1961年10月—，江苏常熟人，土地法学家。1984年10月加入中国共产党。现任南京农业大学党委书记，教授、博士生导师。
- 1986年，毕业于南京农业大学园艺系，同年7月留校工作。先后担任南京农业大学团委副书记（主持）、南京农业大学监察室副主任。
- 1995年1月，任南京农业大学土地管理学院党总支副书记。
- 1996年4月，任南京农业大学土地管理学院党总支书记。
- 1999年，赴荷兰瓦赫宁根大学访问进修欧盟国家农地保护法与资源环境法。
- 2000年，获得南京农业大学土地资源管理专业博士学位。留校任教以来，先后担任南京农业大学团委副书记（主持）、南京农业大学监察室副主任。
- 2002年6月，任南京农业大学党委办公室主任、统战部部长（兼）。
- 2008年7月，任南京农业大学副校级干部。
- 2008年9月，任新疆农业大学党委常委、副校长。
- 2015年8月，任山西农业大学党委书记。
- 2018年4月12日，任南京农业大学党委书记。

2005年获得江苏省维护国家安全先进个人称号，2007年获得江苏省优秀统战干部称号。
同时兼任中国法学会环境资源法学研究会常务理事、中国农业资源与区划学会理事等职务。